# Jan Bakker (Engelandvaarder)

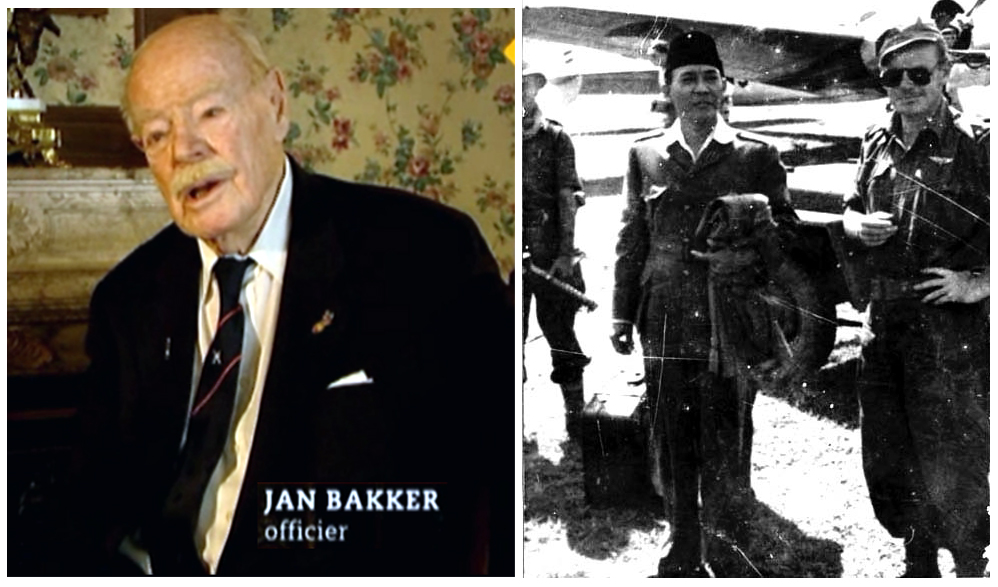
Links: Jan Bakker in 2010 in de documentaire "Het optimisme van Generaal Spoor" Rechts: Jan Bakker bij de arrestatie van Soekarno op 22 december 1948

Johannes August (Jan) Bakker (Eibergen, 12 augustus 1922 – Den Haag, 17 mei 2016) was een Nederlandse Engelandvaarder en militair. 

## Jeugd en opleiding
Jan Bakker werd geboren in 1922, als zoon van August Johan Bakker en Angelika Bakker-Wilhelm, en groeide op in Bandoeng. Zijn vader was kolonel van het Koninklijk Nederlandsch-Indisch Leger (KNIL) en zijn moeder was de dochter van een KNIL-officier. Nadat zijn ouders in de jaren dertig waren gescheiden, trouwde zijn moeder in 1938 opnieuw, ditmaal met generaal-majoor A.G. van Tricht.   
Van Tricht werd in 1940 benoemd tot militair attaché te Rome en te Bern. Toen vanwege de oorlog het Gezantschap te Rome werd gesloten, vertrok Van Tricht met zijn echtgenote vanuit Rome naar zijn andere standplaats Bern in Zwitserland waar hij bijna de gehele oorlogsperiode zou verblijven.   
De diplomatieke status van zijn stiefvader hielp Jan Bakker om in 1941 naar Zwitserland reizen, waar hij enige jaren verbleef. Na het afmaken van zijn H.B.S. opleiding aan het Beatrix Lyceum, studeerde hij aan de Universiteit van Bern twee jaar geologie, voordat zijn ambities voor een militaire carrière hem tot het plan brachten naar Engeland af te reizen en zich bij de geallieerden te voegen, zoals ook andere Engelandvaarders deden.  

## Engelandvaart
Bakkers stiefvader moedigde diens plannen voor de Engelandvaart niet aan, hoewel hij in zijn functie een belangrijke rol speelde in de opvang en vooral ook in het doorsturen van Nederlandse Engelandvaarders die over de Zwitserse route probeerden zich bij de geallieerden te voegen. Dat duurde nog een tijd: beroepsmilitairen hadden voorrang en zijn stiefvader was bevreesd dat het helpen van zijn stiefzoon zijn eigen onpartijdigheid als diplomaat in het geding zou brengen en bovendien ook mogelijk als nepotisme zou worden opgevat. In de tussentijd hield Bakker zich toch al reeds bezig met militaire activiteiten: zo kocht hij gouden munten op om Engelandvaarders te voorzien van bruikbare valuta en hij ondervroeg verzetslieden en krijgsgevangenen dien ontsnapt waren. Toen Van Tricht uiteindelijk alsnog overstag ging en meewerkte aan zijn vertrek, vertrok Bakker 19 november 1943 eindelijk uit Geneve vertrekken, samen met de Nederlandse studenten H. Milhorn en L. de Bakker, met Engelandvaarder H. M. van Perlstein en een majoor uit het Belgische leger. Reizend onder de valse naam Pierre Thierry nam hij de route via Frankrijk en over de Pyreneeën naar Lissabon.

#### Door Frankrijk naar Spanje
Onderweg verbleef Jan Bakker vanwege de vroege sneeuwval enige tijd in Toulouse, waar hij door de leider van de verzetsgroep Georges Nahas (Brantes) steeds van het ene naar het andere onderduikadres werd gebracht. Een communistische treinmachinist nam hem uiteindelijk in een geleend spoorweguniform mee als zijn assistent op zijn locomotief op de lijn van Foix naar de Spaanse grens. Bakker trok te voet met een passeur door het hoogste gedeelte van de Pyreneeën om Duitse patrouilles te ontlopen, om uiteindelijk op 30 november het Spaanse plaatsje Puigcerda te bereiken. Hij meldde zich daar bij de Spaanse politie en werd vervolgens onder geleide overgebracht naar Figueras.  

#### Ondervraging in Figueras
In Figueras werd hij gedurende drie dagen in een politiecel ondervraagd, onder meer door een Duitse Gestapobeambte in burger. Bakker wist zich echter met succes te beroepen op zijn diplomatieke paspoort en onschendbaarheid: de angst bij de Spanjaarden voor een diplomatieke rel zorgde er voor dat hij uit de cel kwam en overgebracht werd naar een plaatselijk hotel met de plicht om zich dagelijks te melden. Gedurende zijn verblijfvan twee weken in Figueras had Jan Bakker tijd om onderzoek te doen naar de dood van de Nieuw-Zeelandse generaal Reginald Miles. Miles had niet lang daarvoor ook een vergelijkbare reis afgelegd als Bakker en was op 20 oktober 1943 dood gevonden in zijn hotelkamer in Figueras. De Franse verzetsorganisatie in Toulouse die Bakker had geholpen, was zeer bezorgd over de route en vreesde dat deze was gecompromitteerd. Jan Bakker kwam tot de conclusie dat Miles een maand lang was ondervraagd en gemarteld was door de Duitse Gestapo en dat hij zich na zijn vrijlating in zijn hotel had opgehangen. Verder is hij er gedurende zijn verblijf in Figueras ook in geslaagd een vliegtuigbemanning van Amerikaanse en Canadese herkomst die in de plaatselijke gevangenis zaten te voorzien van de medicijnen die ze nodig hebben en hun locatie per telefoon door te geven aan de Amerikaanse ambassade in Madrid: hierdoor kwam zij eerder vrij dan gewoonlijk. Na twee weken in Figueras verbleven te hebben, kreeg hij toestemming om naar Madrid verder te reizen.  

#### Van Madrid naar Gibraltar en Engeland
Eenmaal in Madrid rapporteerde hij zijn bevindingen aan het Nederlandse gezantschap en gaf hij te kennen dat het zijn ambitie was om officier bij het KNIL te worden. Al enkele dagen later kreeg hij toestemming om verder te reizen naar Lissabon en van daaruit voer hij vervolgens in een klein schip naar Gibraltar, samen met een groep andere Engelandvaarders. In Gibraltar aangekomen, meldde Bakker zich bij de Engelse security ter plaatse en bracht hen zijn bevindingen over aangaande zijn onderzoek naar de dood van generaal Miles in Figueras. Om deze reden werd Bakker vervolgens met spoed per vliegtuig overgebracht naar Engeland waar hij op 18 februari 1944 arriveerde.

## KNIL en verdere opleiding in Australië
Op 11 maart 1944 nam Jan Bakker dienst bij het KNIL, zoals beoogd. Aangezien hij tijdens zijn reis al op persoonlijke titel inlichtingen had verzameld wist Bakker de aandacht te trekken van enkele geallieerde officieren die er voor zorgden dat hij vanuit Engeland naar Australië werd gestuurd voor de officiers- en parachutistenopleiding aldaar. In november 1944 werd hij benoemd tot reserve tweede luitenant en geplaatst bij Luitenant-kolonel S.H. Spoor, het hoofd van de Netherlands Forces Intelligence Service (NEFIS), de inlichtingendienst. Spoor vond Bakker zeer geschikt voor inlichtingenwerk en zond hem vervolgens naar de School of Military Intelligence in Southport, waar hij in juni 1945 cum laude slaagde. 

## In Nederlands-Indië
Toen in december 1948 in Nederlands-Indië de tweede politionele actie begon, was Jan Bakker gelegerd in Djocja. Hij was ondertussen hoofd van de Inlichtingen en Veiligheidsgroep (IVG) van de T-brigade van het KNIL geworden. Als zodanig hield hij zich onder meer bezig met de arrestaties en de ondervraging van gevangengenomen Indonesische leiders. Zo was hij onder meer betrokken bij de arrestaties en ondervraging van Soekarno en Hatta (zie onder meer de foto van de arrestatie van Soekarno in zijkader).  
Opgegroeid als hij was in Bandoeng, sprak Jan Bakker goed Maleis, hetgeen hem in zijn werk goed van pas kwam. Hij slaagde er om enkele hooggeplaatste leden van de republikeinse regering als informant aan zich te binden. Als hoofd IVG en inlichtingenofficier was hij voor de republikeinen echter een belangrijk doelwit: meerdere aanslagen op zijn leven volgden voordat hij in december 1949, dus kort voor de onafhankelijkheid van Indonesië, voor zijn eigen veiligheid werd gerepatrieerd naar Nederland.  

## In Nederland: verdere werkzaamheden voor de inlichtingendiensten
Eenmaal terug in Nederland ging Bakker als Kapitein van het KNIL over naar de Koninklijke Landmacht.   

#### Uitzending naar Nederlands Nieuw-Guinea
In november 1950 werd Bakker als hoofd van de Veiligheidsdienst van het Commando Landmacht uitgezonden naar Nederlands Nieuw-Guinea. Voor die tijd maakte het deel uit van Nederlands-Indië; bij de overdracht van de soevereiniteit aan Indonesië behield Nederland Nieuw-Guinea als overzees gebiedsdeel. Indonesië eiste echter al snel ook Nieuw-Guinea op, welk conflict later in 1959 verder zou escaleren. Vanwege frictie tussen de geheime diensten en de diverse departementen over de inzet van Bakker als spion besloot hij echter op een gegeven moment de krijgsmacht te verlaten. Hierbij kreeg hij de toezegging om na twee jaar, als de lopende inlichtingenoperaties zouden zijn afgerond, terug te kunnen keren. De operaties liepen uit de tijd en terugkeer naar de krijgsmacht bleek niet meer mogelijk. Joseph Luns, Dries van Agt en prins Bernhard moesten er aan te pas komen op de (rechts)positie van Bakker te beschermen. In 1955 verliet Bakker definitief de militaire dienst.  

#### Werk voor de BID: Operatie Virgil
Kort na zijn vertrek bij de krijgsmacht werd Jan Bakker benaderd door de Buitenlandse Inlichtingen Dienst (BID). Het hoofd van de BID, L.E. Larive, verzocht Bakker zich bezig te gaan houden met informanten in Indonesië. Dat was het begin van 'operatie Virgil'. Als industrieel consultant, International Liaison Office for Industrial Development, Patents and Foreign Trade, reisde Bakker de gehele wereld over. Een van Bakkers belangrijkste informanten was naar verluidt, hoewel nooit 'officieel' bewezen, Ruslan Abdulgani, secretaris-generaal van Buitenlandse Zaken in de regering Soekarno.
Tijdens de Geneefse conferentie van 1956 betreffende de kwestie Nieuw-Guinea was de toenmalige minister van Buitenlandse Zaken Joseph Luns, dankzij 'Virgil' Bakker van dag tot dag op de hoogte van de interne Indonesische standpunten. Dankzij Bakkers contacten was het Nederlandse opperbevel zeer goed en vooral tijdig op de hoogte van het Indonesische 'Vierfasenplan' voor de aanval op Nieuw-Guinea (operatie "Trikora") en zond de regering het vliegdekschip Karel Doorman naar Indonesië. Ook de Marine Inlichtingendienst (MARID) was dankzij de bronnen van Virgil in staat om de berichten tussen de Indonesische luchtmacht en de marine te ontcijferen. Een van de gevolgen daarvan was dat een aantal Indonesische oorlogsschepen op 14 augustus 1962 bij Aru konden worden onderschept en uitgeschakeld door Nederlands vuur.

#### Eind van operatie Virgil
Met de komst in 1967 van Piet de Jong als premier kwam de BID als zelfstandige inlichtingendienst onder druk te staan. De premier was van mening dat de BID moest worden ondergebracht bij Defensie. Dit betekende het einde van operatie Virgil, alle druk van Buitenlandse Zaken ten spijt. Nadat hem ontslag was aangezegd wendde Bakker zich tot de Vaste Kamercommissie, die hem in maart 1971 hoorde. De rechter sprak er schande van hoe de Nederlandse staat Bakker aan zijn lot had overgelaten. Na interventie van o.a. prins Bernhard ging Bakker akkoord met een door de regering Biesheuvel aangeboden regeling. Bakker bleef in zaken met buitenlandse bedrijven. 
In 1972 ging de BID terug naar Algemene Zaken onder de naam Inlichtingen Dienst Buitenland (IBD). Nadat in 1978, door het vertrek van IBD chef Hagen een vacature was ontstaan, pleitte o.a. secretaris-generaal van de NAVO Luns voor de benoeming van Bakker tot hoofd van de IBD. Vergeefs, 'waarschijnlijk omdat hij geen marineman was geweest': de volgende hoofden IBD waren allen marinemensen.
Toen Lubbers in 1994 de Inlichtingendienst Buitenland ophief, noemde Bakker dat een onzinnige actie. “Inlichtingen zijn als het vizier op een geweer. Zonder vizier schiet je lukraak in de ruimte.”, aldus Bakker.

## Overlijden
Bakker overleed op 17 mei 2016 in Den Haag.